# Emma Ray McKay
Emma Ray Riggs McKay (ur. 23 czerwca 1877 w Salt Lake City, zm. 14 listopada 1970 tamże) – amerykańska autorka muzyki, żona Davida O. McKaya, jedna z postaci współczesnej historii Kościoła Jezusa Chrystusa Świętych w Dniach Ostatnich. Potomkini mormońskich pionierów, dorastała w rodzinie o burzliwych relacjach z Kościołem. Miała wykształcenie muzyczne. W 1901 poślubiła Davida O. McKaya. Powszechnie uznawana za wzorową mormońską żonę, przełamała wcześniejszą nierozpoznawalność małżonek prezydentów Kościoła. Jej konserwatywne rozumienie małżeństwa było krytykowane za promowanie nierealistycznych oczekiwań pośród młodych świętych w dniach ostatnich.

## Życiorys

### Pochodzenie, edukacja i aktywność zawodowa
Urodziła się w Salt Lake City w ówczesnym Terytorium Utah jako jedyna córka oraz piąte dziecko Obadiaha Higbee Riggsa oraz Emmy Louisy Robbins. Wśród jej przodków znajdowali się mormońscy pionierzy, choć już związek rodziców Emmy z Kościołem był nietypowy i dosyć burzliwy. Ochrzczona niemniej została jako ośmiolatka, 3 listopada 1885.
Rodzina przechowywała tradycje wysokiej kultury muzycznej. Emma wcześnie zaczęła pobierać lekcje gry na pianinie pod kierunkiem swej matki. Ćwiczyła, używając rodzinnego pianina, jednego z zaledwie trzech przywiezionych do Utah przez zasiedlających ten obszar świętych w dniach ostatnich. Kształciła się następnie w zakresie gry na fortepianie w konserwatorium w Cincinnati. Po powrocie do Utah podjęła studia na wydziale muzyki Uniwersytetu Utah, które ukończyła w 1898. Została następnie zatrudniona jako nauczycielka w Madison Elementary School w Utah. Poza muzyką parała się także poezją, a kilka jej utworów opublikowano w kościelnej prasie.

### Znajomość z Davidem O. McKayem
David O. McKay nie był pierwszym mężczyzną, z którym spotykała się Emma. Zgodnie ze wspomnieniami Jeanetty McKay Morrell pierwotnie zaręczona była z pewnym młodym przedsiębiorcą. David zaczął jej okazywać zainteresowanie na krótko przed udaniem się na służbę misyjną do Szkocji w 1897. Przyszła para prowadziła ożywioną korespondencję między sierpniem 1897 a marcem 1898. Została ona jednak później gwałtownie przerwana na rok, aż do marca 1899. Nie da się ustalić jednoznacznej przyczyny tej luki, choć zdaje się, że wpływ na nią mogły mieć zmiany w życiu Emmy, w tym nagła śmierć matki w sierpniu 1897. Nawet po wznowieniu wymiany listów oraz po powrocie Davida do Stanów Zjednoczonych w sierpniu 1899 Emma przejawiała wobec niego wyraźną ambiwalencję. Przywiodło to badaczy mormońskiej historii do stwierdzenia, że wczesny okres ich znajomości wydaje się dość skomplikowany, a ostateczne powody, dla których para zdecydowała się na małżeństwo, nie wybrzmiewają ze źródeł szczególnie wyraźnie.

### Małżeństwo i dzieci
Ostatecznie jednak 2 stycznia 1901 w świątyni Salt Lake odbył się ich ślub. Byli pierwszą parą zapieczętowaną w tym kluczowym dla mormonizmu obiekcie w XX wieku. David był jej głęboko oddany, poświęcił jej liczne utwory poetyckie. Nazywał ją najsłodszą i najbardziej pomocną żoną oraz aniołem Bożym, który zstąpił na ziemię. Miał w zwyczaju wstawać, gdy wchodziła do pomieszczenia, zawsze otwierał jej drzwi do samochodu czy odstawiał krzesło, dopóki nie zajęła miejsca. Witał ją i żegnał każdego dnia czułym pocałunkiem. Ostatni ze wspomnianych zwyczajów kontynuował również po tym gdy podeszły wiek zmusił go do korzystania z wózka inwalidzkiego.
Emma urodziła siedmioro dzieci, kolejno Davida Lawrence’a (1901-1993), Llewelyna Riggsa (1904-1975), Louisę Jeanettę (1906-2002), Royle’a Riggsa (1909-1912), Emmę Rae (1913-2006), Edwarda Riggsa (1915-2008) i Roberta Riggsa (1920-2013). Doczekała się również 22 wnuków. Małżeństwo, które tworzyła z Davidem, oparte było na samodyscyplinie i kontroli emocji. Wszelkie spory czy sprzeczki rozwiązywane były dyskretnie, nigdy również w obecności dzieci. Dominującą rolę w każdym aspekcie związku odgrywał David, w zgodzie z przeważającym ówcześnie w mormońskiej kulturze wzorcem. Źródła wskazują, że Emma akceptowała swój skonstruowany w ten sposób status. Za najistotniejszą cechę dobrej żony oraz matki uznawała cierpliwość. Utrzymanie spokoju w domu czyniła odpowiedzialnością żony.
Obowiązki Davida w hierarchii kościelnej, zwłaszcza po włączeniu go w skład Kworum Dwunastu Apostołów (1906), wiązały się zazwyczaj z wydłużonymi okresami nieobecności w domu. Wychowanie dzieci, tak w sferze materialnej, jak i religijnej spadało zatem na barki Emmy. Zgodnie ze wspomnieniami jednego z jej synów to ona nauczyła go modlitwy czy pouczała o świętości dnia szabatu.
Niektóre z jej dzieci kontynuowały rodzinne tradycje muzyczne, wszystkie natomiast, zgodnie z wolą Emmy pobierały lekcje gry na pianinie. Spośród jej potomstwa Lawrence grał również na skrzypcach, Llewelyn natomiast na klarnecie. Louise została cenioną pianistką, towarzyszącą swym braciom w popularnym tercecie.

### Rola w życiu i kulturze Kościoła
Towarzyszyła awansującemu w kościelnej hierarchii małżonkowi, również po jego powołaniu w szeregi władz naczelnych czy po przejęciu przezeń prezydentury Kościoła. W 1922 Pierwsze Prezydium powołało ją wraz z mężem do przewodniczenia Misji Europejskiej Kościoła. Posługiwanie w tym charakterze wiązało się wówczas nie tylko z kierowaniem działalnością misyjną na Wyspach Brytyjskich, ale też nadzorowaniem pracy misji szwajcarskiej, francuskiej, szwedzkiej, norweskiej, duńskiej, niderlandzkiej, ormiańskiej oraz południowoafrykańskiej. Powołanie Emmy obejmowało w związku z tym przewodniczenie kościelnym organizacjom pomocniczym w Europie. Powierzono jej również opiekę nad około 500 misjonarzami. Praca McKayów w Misji Europejskiej trwała do 1924.
Emma podróżowała z małżonkiem również w latach późniejszych, przemawiając oraz świadcząc o prawdziwości mormońskiej doktryny. Cieszyła się znaczną popularnością wśród należącej do Kościoła młodzieży. Często proszona przez młodych wiernych o poradę, także korespondencyjnie, chętnie odpisywała na tego typu listy.
Bliskość relacji łączącej Emmę z mężem była szeroko komentowana przez świętych w dniach ostatnich. Wskazuje się także, iż Emma przełamała wcześniejszą niewielką rozpoznawalność żon współczesnych prezydentów Kościoła. Wieloletnia, bogata korespondencja między małżonkami stała się podstawą książki Heart Petals: The Personal Correspondence of David Oman McKay to Emma Ray McKay (2005), cenionej przez badaczy mormonizmu.
Stanowiła integralną część troskliwie pielęgnowanego publicznego wizerunku swego męża. Zwłaszcza po objęciu przezeń najwyższego stanowiska Kościoła była intensywnie promowana jako nieodzowny element rodzinnego ideału, do którego dążyć powinni wszyscy święci w dniach ostatnich. Jej wspomniana już wyżej samodyscyplina i cierpliwość przyczyniała się do pokoju i harmonii, który winien przeważać we wzorcowym mormońskim małżeństwie. Idylliczny charakter jej małżeństwa należy wszakże uznać za opartą na wyolbrzymieniach przesadę. Szeroka rozpoznawalność Emmy oraz uznawanych przez nią za właściwe wzorców była krytykowana za tworzenie nierealistycznych wymagań, stawianych tak mormońskim kobietom, jak i mężczyznom.

### Wyróżnienia i upamiętnienie

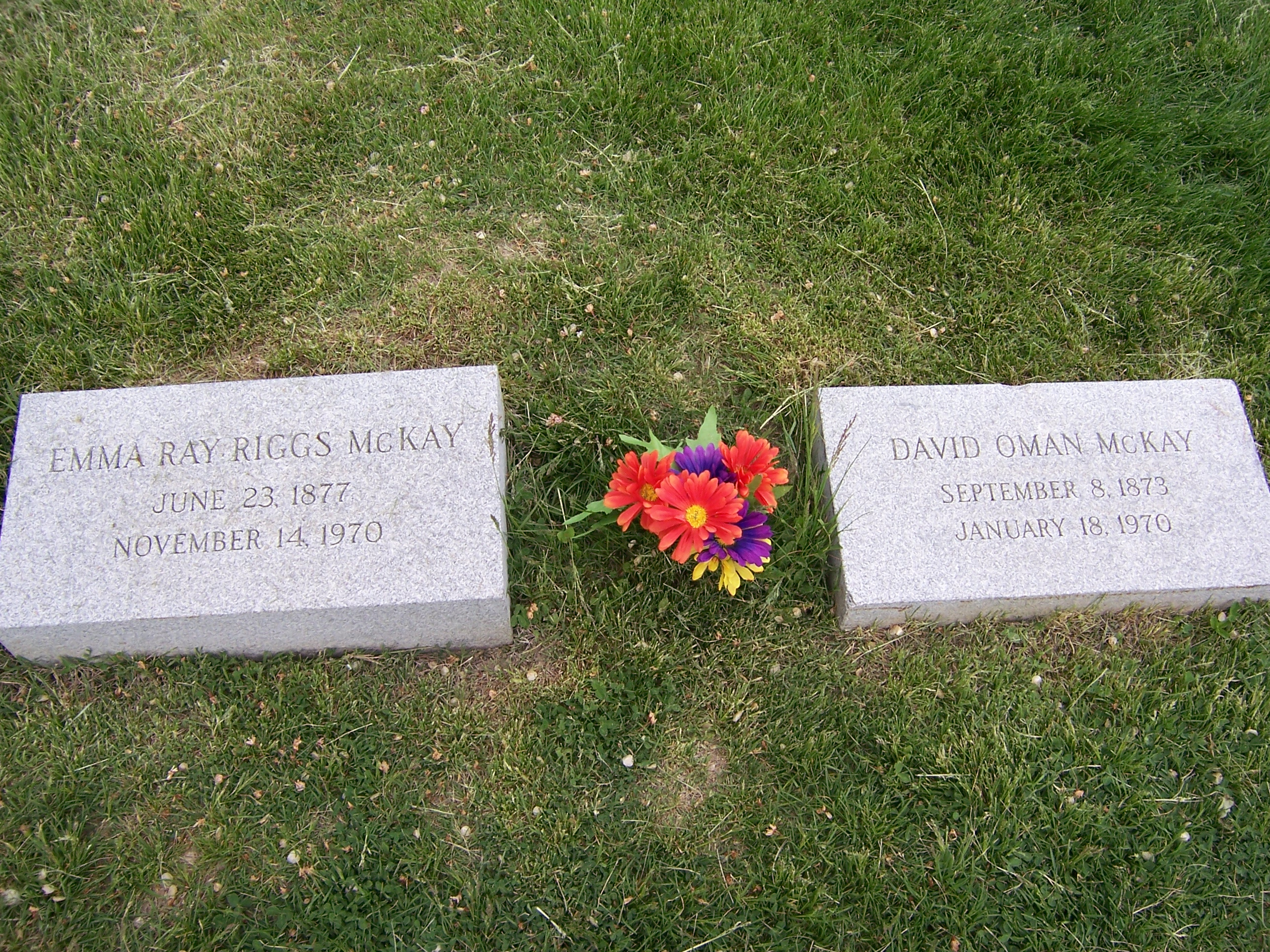
Kamienie nagrobne Emmy Ray McKay oraz Davida O. McKaya

Za swoją działalność uhonorowana licznymi nagrodami, między innymi Utah Mother of the Year Award (1954), Distinguished Achievement Award przyznawaną przez Ricks College, Outstanding Woman Award przyznawaną przez Uniwersytet Brighama Younga oraz Eternal Quest of Womanhood Award przyznawaną przez Uniwersytet Utah. Otrzymała też doktorat honorowy Utah Agricultural College. Utrwalona w kulturze macierzystej wspólnoty religijnej, stała się chociażby bohaterką komiksu opublikowanego w 2005 na łamach magazynu Friend.

### Śmierć i pochówek
Zmarła w rodzinnym mieście, dziesięć miesięcy po śmierci swego małżonka. Pochowana została na Salt Lake Cemetery, szczątki jej złożono obok męża.